# Hebbige, Hosanagara
Hebbige là một làng thuộc tehsil Hosanagara, huyện Shimoga, bang Karnataka, Ấn Độ.